# Microrégion de Bauru
 (février 2025).
Si vous disposez d'ouvrages ou d'articles de référence ou si vous connaissez des sites web de qualité traitant du thème abordé ici, merci de compléter l'article en donnant les références utiles à sa vérifiabilité et en les liant à la section « Notes et références ».
La microrégion de Bauru est l'une des cinq microrégions qui subdivisent la mésorégion de Bauru de l'État de São Paulo au Brésil.
Elle comporte 21 municipalités qui regroupaient 568 117 habitants en 2006 pour une superficie totale de 8 509 km².

## Municipalités[1]
- Agudos
- Arealva
- Areiópolis
- Avaí
- Balbinos
- Bauru
- Borebi
- Cabrália Paulista
- Duartina
- Guarantã
- Iacanga
- Lençóis Paulista
- Lucianópolis
- Paulistânia
- Pirajuí
- Piratininga
- Pongaí
- Presidente Alves
- Reginópolis
- Ubirajara
- Uru